# STS-93
STS-93 foi uma missão da NASA realizada pelo ônibus espacial Columbia, lançado em 23 de julho de 1999.

## Tripulação
| Posição                  | Astronauta        |
| ------------------------ | ----------------- |
| Comandante               | Eileen Collins    |
| Piloto                   | Jeffrey Ashby     |
| Especialista de missão 1 | Michel Tognini    |
| Especialista de missão 2 | Steven Hawley     |
| Especialista de missão 3 | Catherine Coleman |

## Parâmetros da missão
- Massa:  22.781 kg de carga
- Perigeu: 260 km
- Apogeu: 280 km
- Inclinação: 28.5°
- Periodo: 90 min